# LC-36
LC-36 (англ. Spaceport Florida Launch Complex 36, Launch Complex 36 — буквально Стартовый комплекс-36) — стартовый комплекс, входивший с 1962 по 2008 год в состав базы ВВС США на мысе Канаверал. С 1997 по 2010 имел название Spaceport Launch Complex 36 (SLC-36). С 2016 года находится под управлением Blue Origin.
Состоит из двух стартовых площадок — LC-36A и LC-36B. Использовался для запусков РН «Атлас» в период с 1962 по 2005 годы. С этого комплекса были запущены зонды программ «Пионер», «Сервейер», «Маринер».
По состоянию на 2012 год комплекс бездействует. Обе башни стартовых площадок были подорваны 16 июня 2007 года: башня обслуживания LC-36B была разрушена в 13:59 GMT (09:59 EDT), а LC-36A разрушилась двенадцать минут спустя в 14:11 (10:11 EDT).
В данный момент[когда?] строится пусковая установка для РН «New Glenn»